# Andromeda (Euripide)
Andromeda (Ἀνδρομέδα) era una tragedia di Euripide (oggi perduta), andata in scena nel 412 a.C., nell'ambito di una trilogia che comprendeva anche l'Elena dello stesso autore.

## Trama
L'opera riprendeva il mito di Andromeda, che conosciamo attraverso le opere di Apollodoro ed Igino. I frammenti rimasti dell'opera permettono di ricostruire la seguente trama.
Sicuramente nel prologo veniva raccontato come Andromeda era figlia di Cefeo e Cassiopea, sovrani di un territorio denominato Etiopia; Cassiopea aveva affermato che sua figlia era più bella delle Nereidi e queste, offese, si erano rivolte a Poseidone perché punisse la superbia della donna. Il dio del mare aveva allora mandato un enorme mostro marino a devastare le costeː da un oracolo il re Cefeo aveva saputo che l'unico modo di placare l'ira del mostro era sacrificare la figlia Andromeda, e aveva quindi deciso, spinto dai suoi sudditi, di legarla ad una roccia di fronte al mare perché il mostro la divorasse.
L'opera cominciava dunque con Andromeda (già legata alla roccia di fronte al mare) che, insieme al coro di coetanee, si lamentava della sua triste sorte, mentre la ninfa Eco ripeteva i suoi lamentiː
la cavalcata che tu fai, correndo 

del ciel divino la volta stellata

attraverso il santissimo Olimpo! 

[...] Perché io, Andromeda, più dell'altre 

ottenni mali in sorte, io infelice, 

che di morte ottenni un destino? [...] 

Esposta in pasto a un mostro.»
(Andromeda, frr. 114, 115, 115a - trad. di A. D'Andria)
Appariva Perseo, in volo coi suoi calzari alati, che portava con sé la testa di Medusa da poco uccisa. Nel vedere Andromeda legata, l'eroe se ne innamorava e si rivolgeva al padre Cefeo, ottenendo la promessa di poterla sposare se fosse riuscito a salvarla.
Appariva quindi un messaggero, che raccontava la lotta tra Perseo ed il mostro, conclusosi con la vittoria del primoː Perseo otteneva dunque il diritto di sposare la ragazza, ma a quel punto Cefeo e Cassiopea si mostravano assai dubbiosi, poiché l'eroe era coraggioso ma privo di ricchezze, e poiché egli intendeva portare la ragazza con sé nella città greca di Argo. Avveniva dunque un drammatico confronto tra il re e l'eroe, e forse un altro, analogo, tra Cassiopea ed Andromeda. È possibile che intervenisse anche Fineo, zio di Andromeda e suo pretendente.
Di fronte al rifiuto di Perseo di rinunciare alla ragazza, Cefeo cercava allora di uccidere l'eroe ordendo un complotto (di cui purtroppo nulla sappiamo) contro di lui. Tale complotto veniva però sventato, e nel finale appariva ex machina la dea Atena, che probabilmente benediceva l'unione tra i due giovani, ed annunciava che i protagonisti della vicenda sarebbero stati tutti immortalati in cielo.

## Commento
L'opera è andata perduta in tempi antichi (come del resto la gran parte delle opere teatrali greche), e oggi se ne conoscono solo una quarantina di frammenti, formati perlopiù da singole frasi, derivanti da citazioni inserite in opere successive di altri autori; quasi nessun contributo è invece venuto dagli scavi archeologici.
A quanto sembra l'Andromeda destò grande impressione nel pubblico ateniese, forse grazie all'inusuale tematica di amore e avventura, e ad un uso particolarmente complesso della mechanè. È infatti molto probabile che Perseo, dotato di calzari alati, apparisse in scena proprio su quell'attrezzo. Tale fu l'impatto dell'opera nell'immaginario collettivo degli ateniesi, che essa viene citata nella commedia Le rane di Aristofane come tragedia di eccezionale valore poetico, e una scena delle Donne alle Tesmoforie dello stesso autore è una spassosa parodia del salvataggio di Andromeda da parte di Perseo. È anzi proprio da quest'ultima opera che viene una buona parte dei frammenti dell'Andromeda oggi conosciuti. Anche Sofocle scrisse una tragedia con lo stesso titolo, anch'essa andata perduta.

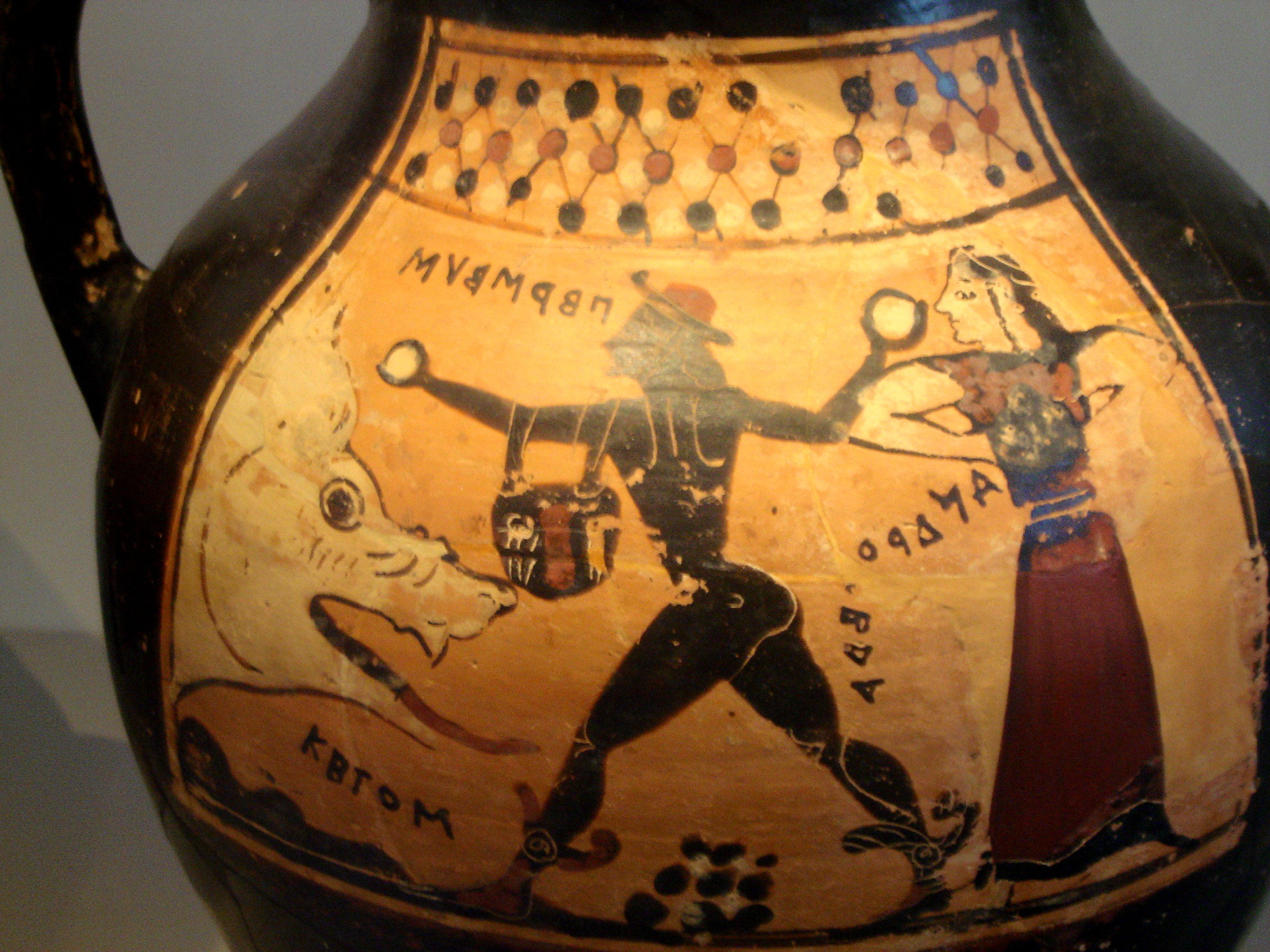
Perseo difende Andromeda dal mostro tirandogli pietre (vaso corinzio, Altes Museum, Berlino)

Ed ecco uno dei più famosi frammenti dell'opera, l'elogio di Eros:
(Andromeda, fr. A05)

## Bibliografia

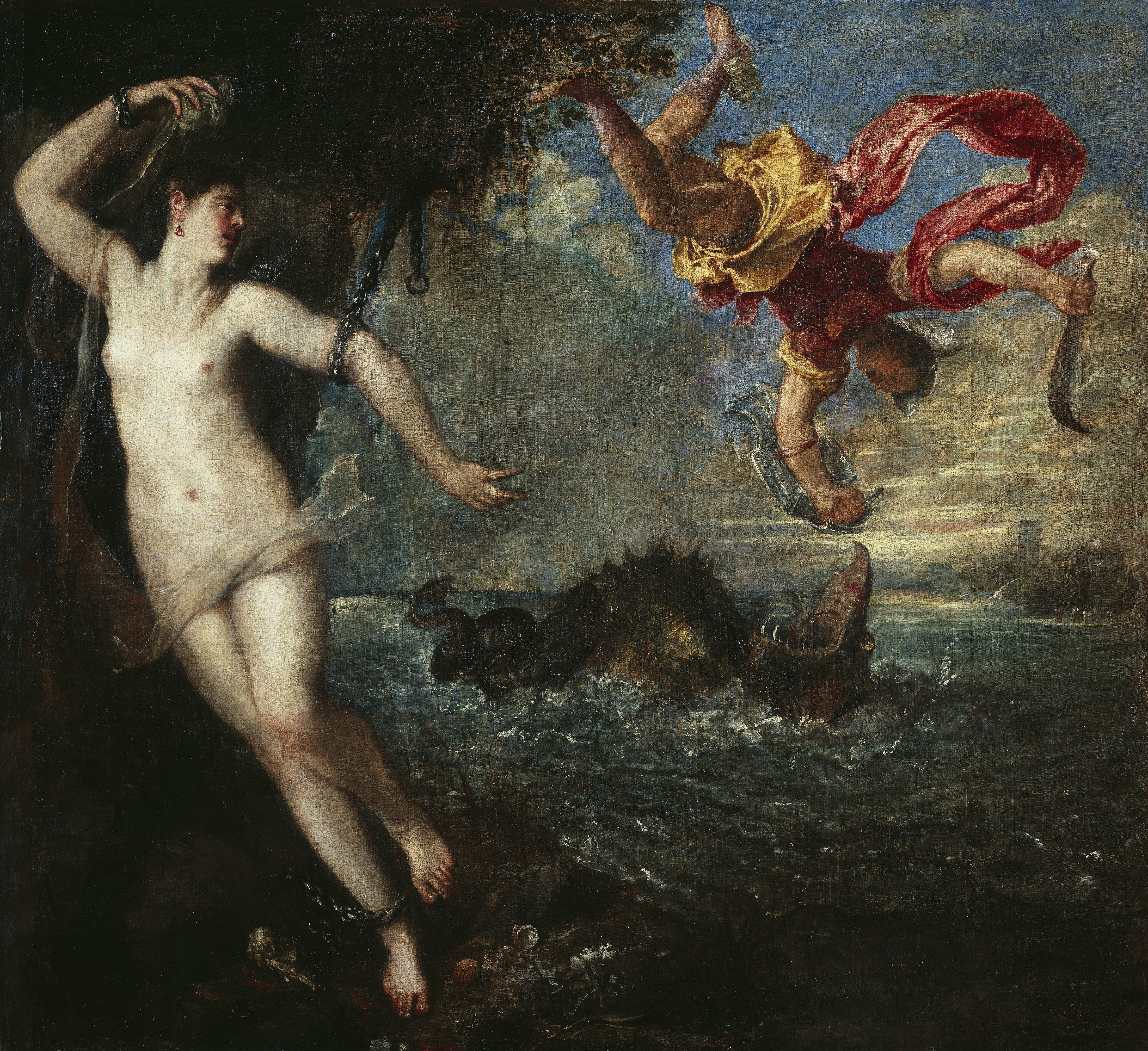
Perseo e Andromeda, dipinto di Tiziano, 1553-1559

### Pittura
- Andromeda (Rembrandt)
- Perseo libera Andromeda (Rubens)
- Perseo e Andromeda - Dipinto di Pieter Paul Rubens (posteriore al 1629).

### Astronomia
Costellazioni del cielo:
- Andromeda
- Perseo
- Cefeo
- Cassiopea
- Balena (costellazione)